# Томка, Петер
Петер Томка (словац. Peter Tomka; род. 1 июня 1956, Банска-Бистрица) — словацкий юрист-международник и дипломат. Постоянный представитель Словакии при Организации Объединенных Наций (1999—2003). Судья Международного суда ООН с 6 февраля 2012 по 6 февраля 2015 года и с 6 февраля 2021 года.

## Биография
Родился 1 июня 1956 года в Банска-Быстрице. Он получил степени магистра права и доктора философии в Карловом университете в Праге в 1979 и 1985 годах соответственно. Кроме того, он также проходил обучение на факультете международного права и международных отношений в Киевском национальном университете (Украина), в Институте права мира и развития в Ницце (Франция), в Институте международного публичного права и международных отношений в Салониках (Греция) и в Гаагской академии международного права (Нидерланды).
В 1985 году защитил кандидатскую диссертацию по теме «Кодификация международного права». В 1986 году начал работу в Чехословацком федеральном министерстве иностранных дел в области международного права.
С 1991 по 1997 год работал сначала в Чехословацкой, а с 1993 года в Словацкой миссии при ООН в Нью-Йорке. В 1993 и 1994 годах являлся заместителем постоянного представителя Словацкой Республики при ООН, а с 1994 года — Главным послом Постоянного представительства Словацкой Республики при ООН. С 1999 по 2003 год был Постоянным представителем Словакии при Организации Объединенных Наций. Он также занимал другие важные посты в ООН. Являлся председателем юридического комитета 52-й Генеральной ассамблеи ООН. С 1999 по 2002 год являлся членом Комиссии по международному праву. Он является членом Словацкого общества международного права и с 2003 года является почетным президентом этой организации.
В споре между Словакией и Венгрией перед Международным судом в Гааге по делу водопроводной системы ГЭС Габчиково был словацким агентом и руководителем словацкой юридической команды. Он лично заслужил успех Словакии в этом споре.
В 2002 году был избран судьей Международного суда Совета Безопасности ООН и Генеральной Ассамблеей ООН на девятилетний срок (2003—2012). С 6 февраля 2009 года был вице-президентом Международного суда ООН на три года.
12 ноября 2020 года Томка в третий раз избран судьей Международного суда ООН. Он получил 13 из 15 голосов в Совете Безопасности и 150 из 193 голосов в Генеральной Ассамблее ООН. Его девятилетний срок начался 6 февраля 2021.

## Решения МС
- Юрисдикционные иммунитеты государства (Германия против Италии)
- По делу о храме Пра Вихеар (Камбоджа против Таиланда)